# Vocento
Vocento est un groupe de média espagnol, né de la fusion en septembre 2001 de Grupo Correo et Prensa Española. Le groupe a une histoire de plus d'un siècle et comprend plus de 100 filiales.

## Historique
L'origine du Grupo Correo date de 1875, avec la naissance d’El Noticiero Bilbaíno puis celle, en 1910, d’El Pueblo Vasco. Mais c'est en 1938 que naît El Correo Español - El Pueblo Vasco, le journal phare du groupe.

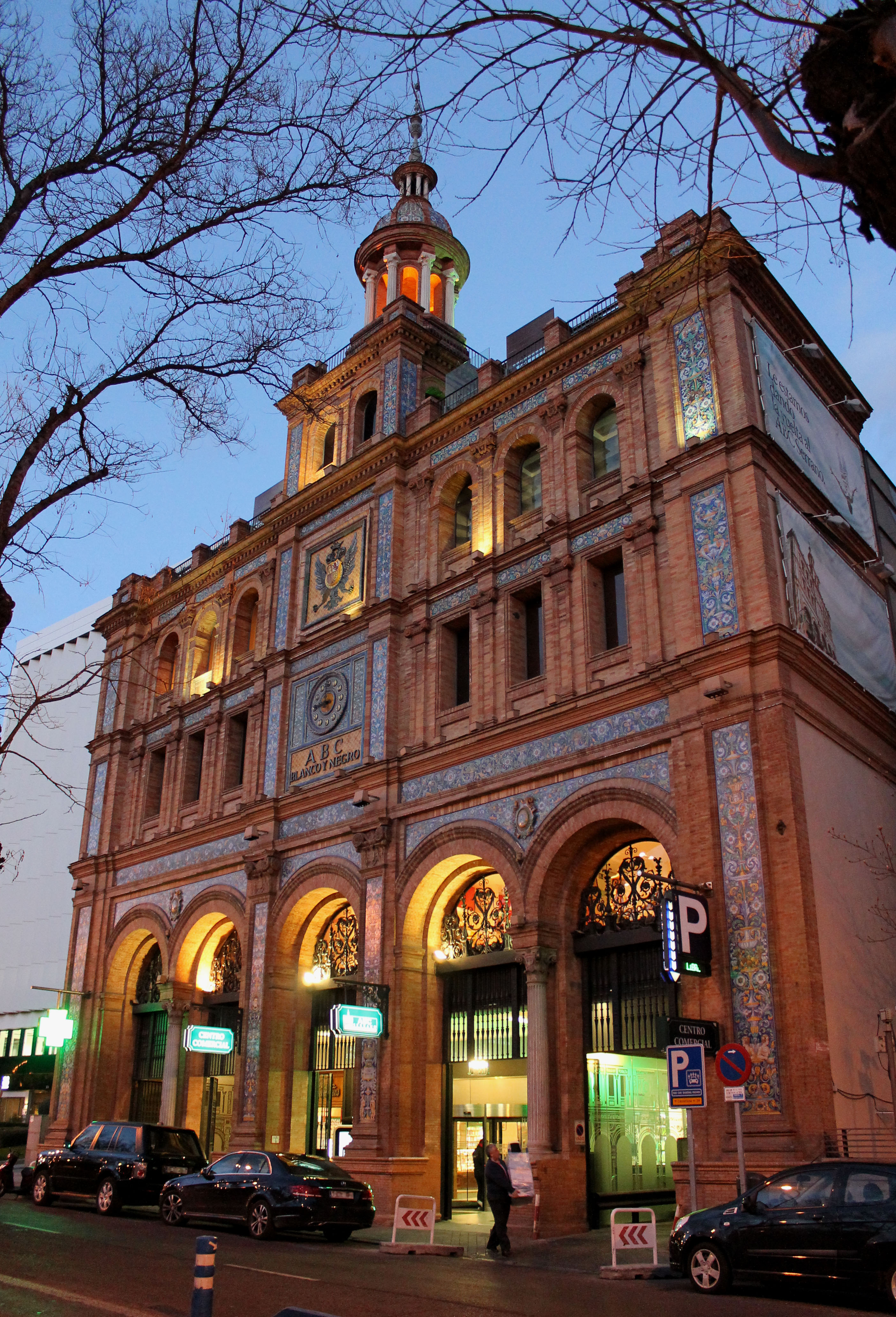
Façade du bâtiment ABC Serrano, dans la calle Serrano, à Madrid, siège de la revue Blanco y Negro.

Par ailleurs, la revue Blanco y Negro est créée en 1981 par Torcuato Luca de Tena y Álvarez Ossorio et s'installe dans la calle Serrano de Madrid, à l'emplacement de l'actuel bâtiment ABC Serrano (es), où naît la maison d'édition Prensa Española. Le principal journal de la nouvelle maison d'édition fera son apparition en 1903 sous le nom d'ABC.

## Presse écrite
Le groupe détient 14 périodiques : ABC et Qué!, au niveau espagnol, et 12 publications régionales : El Correo, El Diario Vasco, El Diario Montañés, La Verdad, Ideal, Hoy, Diario Sur, La Rioja, El Norte de Castilla, El Comercio, Las Provincias et La Voz de Cádiz. Avec plus de 3 000 000 de lecteurs et une diffusion d'environ 800 000 exemplaires quotidiens, il s'agit de l’un des premiers groupes de presse périodique d'Espagne.